# Sans contrefaçon
Singles de Mylène Farmer
Tristana
(1987) Ainsi soit je...
(1988)
Sans contrefaçon est une chanson de Mylène Farmer, sortie le 16 octobre 1987.
Écrit par Mylène Farmer et composé par Laurent Boutonnat, ce titre est le premier extrait de son deuxième album, Ainsi soit je..., qui paraît cinq mois plus tard. 
Le texte, qui évoque l'identité de genre, est basé sur la propre enfance de la chanteuse qui était souvent prise pour un garçon.
Réalisé par Laurent Boutonnat, le clip est inspiré du personnage de Pinocchio et de la bande dessinée gothique Le petit cirque. Il met en scène une marionnette à l'effigie de la chanteuse et sera nommé en tant que « Meilleur clip de l'année » aux Victoires de la musique. 
La chanson connaît un très grand succès dès sa sortie (no 1 des diffusions radio et no 2 du Top 50) et demeure l'une des chansons les plus emblématiques de Mylène Farmer.

## Contexte et écriture

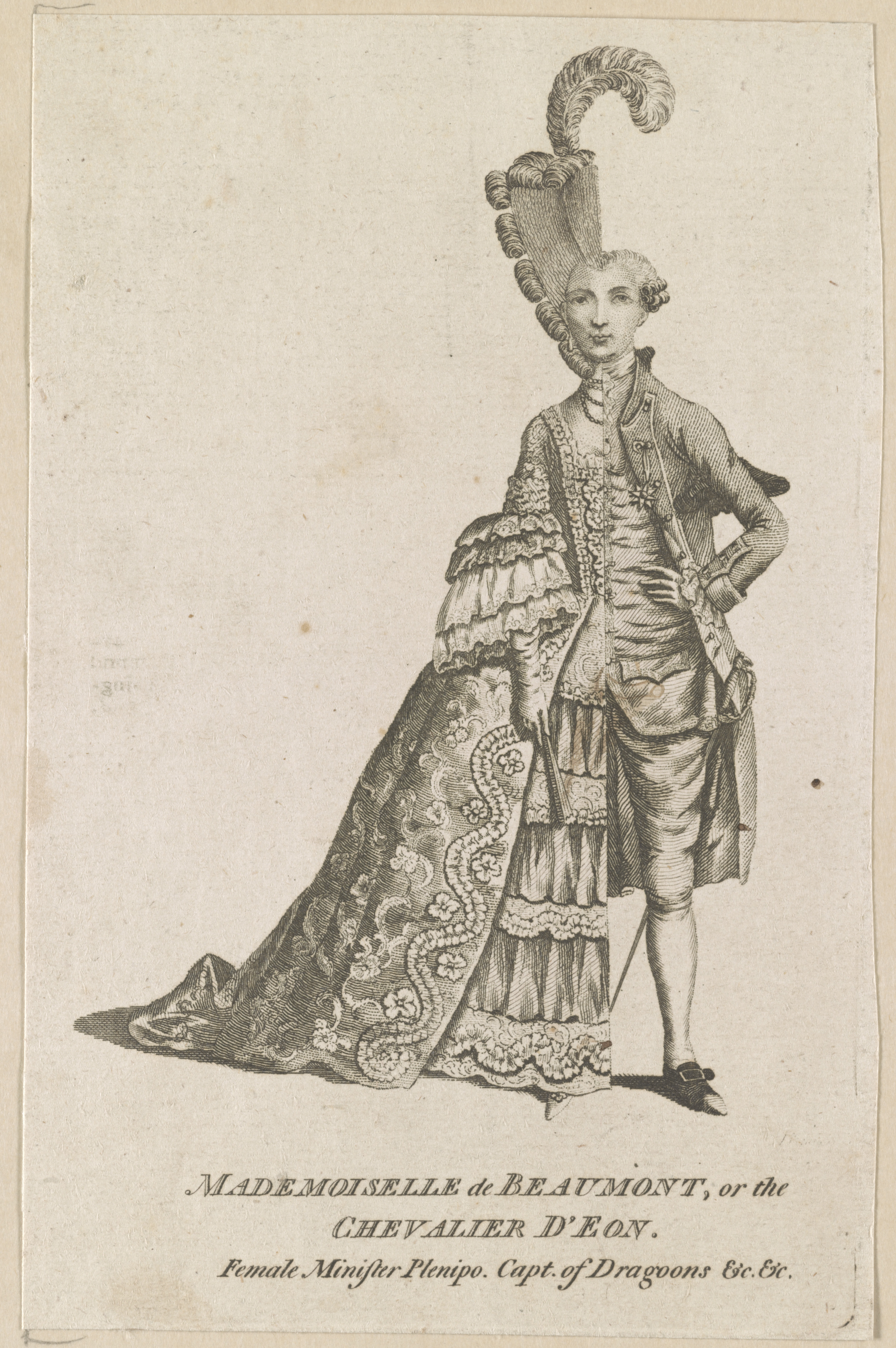
Dans ce texte, Mylène Farmer fait référence au Chevalier d'Éon.

Après avoir enchaîné deux gros succès (Libertine et Tristana), Mylène Farmer s'octroie des vacances dans le sud de la France durant l'été 1987, à La Garde-Freinet, dans une maison louée avec Laurent Boutonnat.
Tandis que ce dernier travaille sur de nouvelles mélodies, la chanteuse invite la photographe Elsa Trillat, rencontrée quelques semaines plus tôt, à venir passer quelques jours avec eux.
La photographe écoute souvent Sylvie Vartan, et notamment Comme un garçon. Mylène Farmer lui confie alors que lorsqu'elle était enfant, elle était souvent prise pour un garçon car elle avait les cheveux courts et que, pour que la confusion soit plus troublante, elle se mettait souvent un mouchoir au creux du pantalon.
En peu de temps, la chanteuse écrit un texte à ce sujet, dans lequel elle évoque le Chevalier d’Éon (un diplomate, espion et militaire français qui a vécu la moitié de sa vie habillé en femme) et dont le titre Sans contrefaçon fait référence à la chanson 3e sexe d'Indochine.
Le soir même, Boutonnat voit les paroles et compose l'accroche musicale en quelques minutes. Elsa Trillat confiera :

« Pour la voix de l'intro, « Dis maman, pourquoi je suis pas un garçon ? », c'est un petit clin d’œil à une private joke entre Mylène et moi. Quand on descendait au bourg pour faire quelques courses, je défiais Mylène la timide de s'adresser à la vendeuse de l'épicerie avec cette voix de gamine. Et elle le faisait ! 
Imaginez-la parlant à l'épicière avec la voix de l'intro de Sans contrefaçon : « Bonjour madame la marchande de légumes de poireaux » ! C'était tordant. »

Alors que Mylène Farmer avait l'intention de proposer une reprise de Déshabillez-moi de Juliette Gréco comme prochain single, c'est finalement Sans contrefaçon qui est choisie (Déshabillez-moi sera cependant disponible sur le maxi 45 tours de Sans contrefaçon et intégrée à l'album Ainsi soit je...). 
La chanson est enregistrée en septembre à Paris.

## Sortie et accueil critique

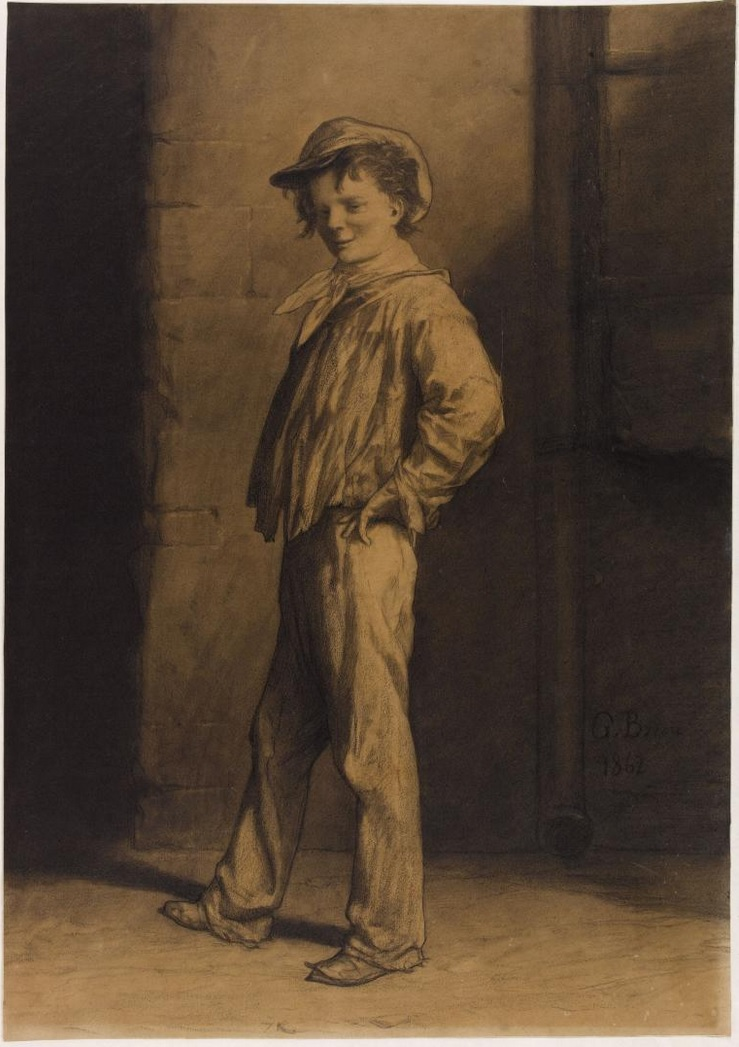
Mylène Farmer souhaitait un look de Gavroche pour Sans contrefaçon.

Le 45 tours sort le 16 octobre 1987, avec La ronde triste en face B, un titre chanté en anglais.
C'est le premier single de Mylène Farmer à bénéficier d'une sortie en Maxi CD, un format tout nouveau à l'époque.
Souhaitant un look de Gavroche pour la promotion de ce titre, Mylène Farmer portera une casquette de poulbot sous laquelle elle dissimulera ses cheveux longs, ainsi que des costumes masculins noir et blanc (parfois à carreaux, parfois à rayures).

### Critiques
- « Un morceau à la mélodie imparable. » (Graffiti)[6]
- « Sans honte, la Miss peut partir à l'assaut des charts anglais. » (Compact)[7]
- « Délicieux et ensorcelant, comme d'habitude. » (Rock News)[8]
- « Exploitant à merveille sa verve perverse sous couvert de refrain anodin dans le très déroutant Sans contrefaçon, elle se distingue à nouveau du tout venant Top 50. » (Paroles et musique)[9]
- « De disque en disque, Mylène Farmer continue de déranger et c'est tant mieux. Non seulement ses chansons sont musicalement belles et ses clips esthétiquement superbes, mais ses textes sont toujours ambigus ou insolites. » (Télé Magazine)[10]
- « Mylène Farmer frappe juste et fort cette fois encore (et même plus encore). L'air vaguement japonisant est obsédant. » (Foto Music)[11]

## Vidéo-clip
Alors que Mylène Farmer envisageait initialement une histoire dans un camp de concentration, elle décide finalement avec Laurent Boutonnat de tourner un clip inspiré de Pinocchio de Carlo Collodi, dans une ambiance rappelant la bande dessinée gothique Le petit cirque.
Réalisé par Laurent Boutonnat en CinemaScope, le clip est tourné en décembre 1987 sur une plage de La Hague, près de Cherbourg, et dure près de 9 minutes.
Le personnage central est une marionnette à l'effigie de la chanteuse. Frédéric Lagache joue le rôle du marionnettiste, et l'humoriste et comédienne Zouc interprète la magicienne.

### Synopsis

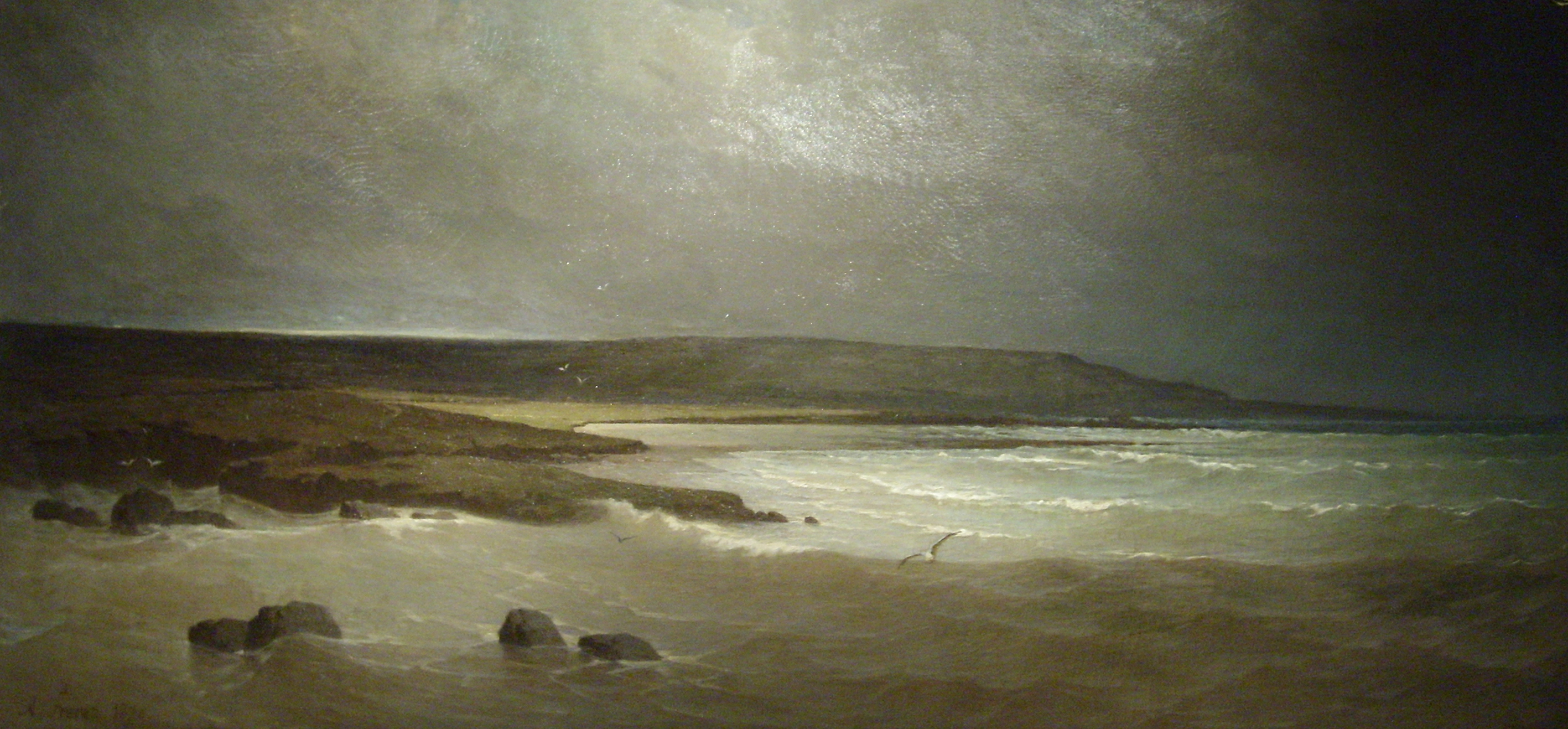
Le clip a été tourné à La Hague, près de Cherbourg.

Un homme et sa marionnette sont jetés à la rue, sous la pluie, par deux travestis tenanciers d'un théâtre dans lequel le marionnettiste jouait un spectacle intitulé Les aventures de Sans contrefaçon.
Humilié et plein de boue, il ne se préoccupe pourtant que de nettoyer le visage boueux de sa marionnette qu'il regarde tendrement.
Portant sa marionnette à bras le corps, il erre seul dans le froid et dans un paysage désolé, avant de découvrir un cirque ambulant (Giorgino Circus), composé de personnages inquiétants.

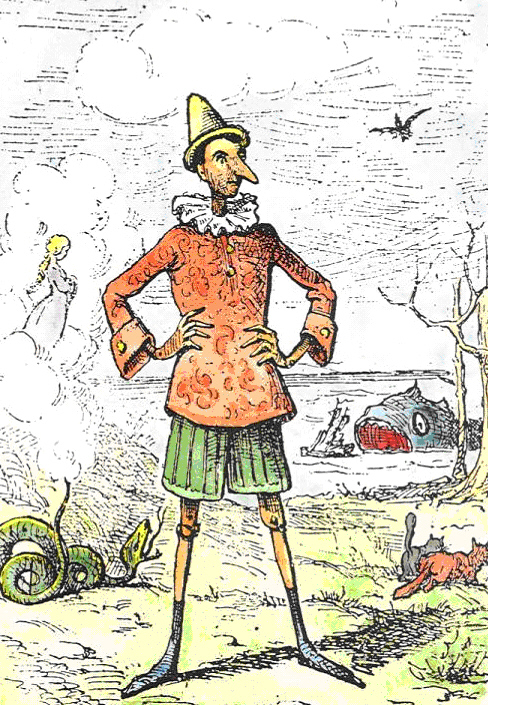
Le clip est inspiré de Pinocchio de Carlo Collodi.

La seule personne accueillante est une mystérieuse femme vêtue de noir, qui semble aussitôt attirée par la poupée et offre à manger au marionnettiste.
Distrait par son repas, l'homme ne voit pas que la marionnette commence à s'animer sous les yeux de la femme.
Celle-ci prend alors la poupée dans ses bras, émerveillée, mais se la fait voler par les autres membres du cirque.
Affolée, elle arrive à la récupérer et s'enfuit avec, sous les yeux impuissants du marionnettiste qui part à sa poursuite.
Il la retrouve en train de jouer sur la plage et découvre avec stupeur que sa marionnette a pris forme humaine.
Voyant le marionnettiste s'approcher, la poupée prend peur et part en courant, avant de chuter.
L'homme l'aide à se relever et essuie son visage tendrement, avant de la serrer dans ses bras et de l'embrasser. Esseulée, la femme en noir les regarde de loin, le visage triste.
Tandis que le petit cirque s'en va, l'homme se rend alors compte que sa poupée est redevenue une marionnette en bois.
Désespéré et seul, il hurle sur la plage, priant pour qu'on rende à sa marionnette le souffle de vie qu'on lui avait insufflé.
Devant l'absence de réponse, il finit par blottir sa marionnette contre lui, enroule sa veste autour d'elle pour la protéger du froid, et contemple l'océan avec elle.

### Sortie et accueil
Le clip est diffusé en avant-première le 20 décembre 1987 au cinéma Max Linder, à Paris.
Les critiques sont une nouvelle fois unanimes :
- « Encore une fois, elle nous offre là des images superbes. » (Graffiti)[13]
- « De magnifiques images au service de son ambivalence. » (Pulsions)[14]
- « Laurent Boutonnat réalise de véritables court-métrages dignes des plus grands réalisateurs de cinéma. » (Spotlight)[15]
- « Un clip et des paroles qui sortent de l'ordinaire. Avec Sans contrefaçon, se précise un univers original et intéressant : les clés du répertoire de Mylène Farmer sont à chercher du côté de l'enfance et de la psychanalyse. » (Le Quotidien de Paris)[16]
- « Un chef-d’œuvre de pessimisme et de misanthropie, car finalement tous les protagonistes perdent. »[17]
- « Un clip triste et contemplatif, dans lequel on retrouve le goût de Laurent Boutonnat pour les ambiances délétères, tout comme son sens du paysage et de l'esthétisme. »[18]
- « Une grande réussite. » (Star passions)[19]

Diffusé fréquemment à la télévision, Sans contrefaçon sera nommé en tant que « Meilleur clip de l'année » aux Victoires de la musique.

## Promotion
Mylène Farmer interprète Sans contrefaçon pour la première fois à la télévision le 13 novembre 1987 dans l'émission Lahaye d'honneur sur TF1.
Entourée de deux danseurs et effectuant une chorégraphie créée par elle-même, la chanteuse porte une casquette de poulbot sous laquelle elle dissimule ses cheveux longs, elle porte un costume masculin noir et blanc (parfois à carreaux, parfois à rayures). 
Elle chantera le titre une quinzaine de fois à la télévision, notamment dans les émissions très populaires Sacrée Soirée, Nulle part ailleurs, Collaricocoshow, La Une est à vous, Jacky Show ou encore Face à France.
Le 18 mai 1996, afin de promouvoir son Tour 1996, elle interprète Sans contrefaçon dans Les années Tubes sur TF1, entourée de quatre danseurs habillés en drag queen.

## Classements hebdomadaires
Le titre connaît un grand succès dès sa sortie : entré à la 21e place du Top 50, il atteint la 2e place quelques semaines plus tard (bloqué par Boys de Sabrina).
Classé durant 22 semaines, il s'écoule à plus de 500 000 exemplaires et se classe également no 1 des diffusions radio.
En 1990, la chanson sort en Allemagne où elle connaît un certain succès, atteignant notamment la 19e place des titres les plus diffusés à la radio.
En 2018, Sans contrefaçon atteint à nouveau la 2e place des ventes de singles en France à la suite de la réédition du Maxi 45 tours par Universal.
| Classement (1987-1988) | Meilleure position |
| ---------------------- | ------------------ |
| Europe (Ventes)        | 9                  |
| Europe (Radios)        | 25                 |
| France (Ventes)        | 2                  |
| France (Radios AM)     | 1                  |
| France (Radios)        | 1                  |
| France (Clubs)         | 1                  |
| Québec                 | 7                  |

| Classement (1990)  | Meilleure position |
| ------------------ | ------------------ |
| Allemagne (Ventes) | 46                 |
| Allemagne (Radios) | 19                 |

| Classement (2018) | Meilleure position |
| ----------------- | ------------------ |
| France (Ventes)   | 2                  |

## Liste des supports
| A. | Sans contrefaçon | Mylène Farmer | Laurent Boutonnat | 3:50 |
| B. | La ronde triste  | Mylène Farmer | Laurent Boutonnat | 4:10 |

| A.  | Sans contrefaçon (Boy Remix) | 5:55 |
| B1. | La ronde triste              | 4:10 |
| B2. | Déshabillez-moi              | 3:45 |

| 1. | Sans contrefaçon              | 3:50 |
| 2. | La ronde triste               | 4:10 |
| 3. | Sans contrefaçon (Boy Remix)  | 5:55 |
| 4. | Sans contrefaçon (Girl Remix) | 4:20 |

## Crédits
- Paroles : Mylène Farmer
- Musique : Laurent Boutonnat
- Production, arrangements et réalisation : Laurent Boutonnat
- Prise de son et mixage : Thierry Rogen assisté de Philippe Colonna
- Enregistré et mixé au Studio Mega
- Claviers acoustiques et synthétiseurs : Laurent Boutonnat
- Guitares : Slim Pezin
- Programmations : Thierry Rogen et Frédéric Rousseau
- Éditions : Bertrand Le Page et Polygram Music[34]

## Interprétations en concert

Les symboles féminin et masculin apparaissent dans une marelle pour le spectacle Avant que l'ombre… À Bercy.

Sans contrefaçon est la seule chanson que Mylène Farmer a interprété à chacune de ses tournées.
- Pour sa première tournée en 1989, la chanteuse et ses danseurs sont vêtus de costumes à carreaux noir et blanc, avec casquette assortie, rappelant les costumes utilisés pour les passages télévisés lors de la sortie du titre.
- Lors de son Tour 1996, les danseurs sont vêtus comme des drag queen, avec perruques colorées et chaussures à semelles compensées.
- La chanson est incluse dans un medley pour le Mylénium Tour en 1999, avec Maman a tort, Libertine et Pourvu qu'elles soient douces.
- Pour son spectacle Avant que l'ombre… À Bercy en 2006, Mylène Farmer porte un chapeau haut-de-forme, tandis qu'un dessin de marelle est projeté sur écran géant, avec les symboles masculin et féminin (♂ et ♀).
- En 2009, le titre est réorchestré par Yvan Cassar dans une version plus rock, sur laquelle les danseurs portent des tutus créés par Jean-Paul Gaultier.
- Quatre ans plus tard, c'est une version martiale aux accents asiatiques qui est proposée lors du concert Timeless 2013.
- Pour sa résidence à Paris La Défense Arena en 2019, la chanteuse propose une version plus dépouillée qui monte crescendo, sur laquelle elle porte une marinière signée à nouveau Jean-Paul Gaultier.
- Pour sa tournée des stades Nevermore 2023/2024, Mylène Farmer interprète une version inspirée de celle de sa première tournée, aussi bien sur le plan musical que visuel, les danseurs portant des costumes à carreaux noir et blanc. Les images projetées sur grand écran montrent un pantin rappelant Pinocchio et la poupée du clip.

## Remix de J.C.A (2003)
En 2003, paraît la compilation RemixeS de Mylène Farmer, sur laquelle figure un remix de Sans contrefaçon par JCA.
Celui-ci est choisi comme premier extrait de l'album et connaît un grand succès dans les discothèques.
| Classement (2003) | Meilleure position |
| ----------------- | ------------------ |
| France (Radios)   | 51                 |
| France (Clubs)    | 10                 |

## Albums et vidéos incluant le titre

### Albums
| Année | Album de Mylène Farmer       | Version                                     | Durée     | Certifications de l'album  |
| 1988  | Ainsi soit je...             | Version Album Instrumental (réédition 2024) | 4:07 4:20 | Diamant · Or · Or          |
| 1989  | En concert                   | Live 1989                                   | 6:10      | 2 × Or                     |
| 1992  | Dance Remixes                | Boy Remix                                   | 5:55      | 2 × Or                     |
| 1997  | Live à Bercy                 | Live 1996                                   | 4:20      | 3 × Platine · Or · Or      |
| 2000  | Mylénium Tour                | Medley 1999                                 | 6:48      | 2 × Platine · Or           |
| 2001  | Les mots                     | Version Album                               | 4:15      | Diamant · 2 × Platine · Or |
| 2003  | RemixeS                      | J.C.A. Remix                                | 5:52      | Or                         |
| 2006  | Avant que l'ombre... À Bercy | Live 2006                                   | 4:46      | Or                         |
| 2009  | N°5 on Tour                  | Live 2009                                   | 4:09      | 2 × Platine · Or           |
| 2013  | Timeless 2013                | Live 2013                                   | 4:51      | Platine · Or               |
| 2019  | Live 2019                    | Live 2019                                   | 4:25      | Platine                    |
| 2020  | Histoires de                 | Live 2009                                   | 4:09      | Platine                    |
| 2021  | Plus grandir                 | Version Single Vidéo-clip                   | 3:52 8:30 | Platine                    |
| 2024  | Remix XL                     | The Magician Remix                          | 3:43      |                            |
| 2024  | Nevermore                    | Live 2023                                   | 5:32      | Platine                    |
| 2025  | 86-97                        | Version Album                               | 4:09      |                            |

### Vidéos
| Année | Vidéo de Mylène Farmer       | Version     | Durée | Certifications de la vidéo            |
| 1988  | Les clips vol. II            | Vidéo-clip  | 8:30  | 2 × Platine                           |
| 1990  | The Videos                   | Vidéo-clip  | 8:30  | -                                     |
| 1990  | En concert                   | Live 1989   | 6:47  | 2 × Platine (VHS) · 2 × Platine (DVD) |
| 1997  | Music Videos                 | Vidéo-clip  | 8:43  | 3 × Platine (VHS) · Diamant (DVD)     |
| 1997  | Live à Bercy                 | Live 1996   | 5:45  | Diamant (VHS) · Diamant (DVD)         |
| 2000  | Mylénium Tour                | Medley 1999 | 6:45  | Diamant (VHS) · Diamant (DVD) · Or    |
| 2006  | Avant que l'ombre... À Bercy | Live 2006   | 4:48  | Diamant                               |
| 2010  | Stade de France              | Live 2009   | 6:06  | Diamant · Or                          |
| 2014  | Timeless 2013                | Live 2013   | 5:27  | Diamant                               |
| 2019  | Live 2019                    | Live 2019   | 6:56  | Diamant                               |
| 2024  | Nevermore                    | Live 2023   | 6:07  | Diamant                               |

### Compilations multi-artistes
| Année | Compilation                   | Version        | Durée | Certifications de l'album |
| 1987  | Polystar 6                    | Version Single | 3:50  | Or                        |
| 1987  | Le Top Seven Up               | Version Single | 3:50  | -                         |
| 1988  | Hit-parade                    | Version Single | 3:50  | -                         |
| 1988  | Το Γαλλικό Τραγούδι Σήμερα () | Version Single | 3:50  | -                         |
| 1988  | Hit M&M's NRJ                 | Version Single | 3:50  | -                         |
| 1988  | Les loisirs de l'été Unilever | Version Single | 3:50  | -                         |
| 1989  | Le Top des no 1               | Version Single | 3:50  | Or                        |
| 1996  | B.O. Pédale douce             | Version Album  | 4:07  | -                         |

## Sans contrefaçonet le genre
Depuis les années 2000, l'impact de la chanson est souvent mis en lumière dans le cadre des études de genre et des recherches féministes, notamment au Québec et en France.
En effet, contrairement à Comme un garçon de Sylvie Vartan, Sans contrefaçon renvoie au combat des premières féministes : pour elles, s'habiller en homme n'était pas un travestissement mais une partie de leur identité, comme la vitrailliste Marguerite Huré, la psychiatre Madeleine Pelletier ou la photographe Claude Cahun (dont les œuvres androgynes et les écrits, sous le pseudonyme Le Soldat anonyme, ont été détruits par les nazis).
Un des exemples les plus célèbres reste l'écrivaine Eva Kotchever (surnommée Reine du Troisième sexe), qui se teignait les cheveux en roux avec une coupe "à la garçonne" et portait des "habits d'homme", et fut assassinée à Auschwitz en 1943. 

Mylène Farmer, qui souhaitait que l'histoire du clip de Sans contrefaçon se déroule dans un camp de concentration, reprendra cette idée quatre ans plus tard pour le clip de Désenchantée, dans lequel elle arbore également des cheveux courts et des vêtements masculins.
En 2005, Maud-Yeuse Thomas et Karine Espineira, de l'Observatoire des transidentités et créatrices des Cahiers de la Transidentité, fondent l'association Sans contrefaçon.

### Hymne gay
Bien que la chanson ne traite pas de l'homosexualité, elle est devenue un hymne de la communauté gay et a contribué à élever Mylène Farmer au statut d'icône gay.
En 1996, Sans contrefaçon est la chanson-phare du film Pédale douce de Gabriel Aghion.

La même année, Mylène Farmer interprète cette chanson sur scène, entourée de drag queen juchées sur des talons compensés.

## Reprises et hommages

### Reprises
La chanson a été reprise plusieurs fois :
- 2000 : Les Enfoirés dans le medley Femmes présent sur l'album Enfoirés en 2000[100] ;
- 2003 : Armens en single et sur l’album Sans contrefaçon[101] ;
- 2003 : Lorie pour une émission télévisée sur France 2 et en face B du single À 20 ans[102] ;
- 2003 : Vincent Delerm en reprend un extrait durant ses concerts[100] ;
- 2004 : Julie Zenatti lors d'une émission radio[100] ;
- 2007 : Le groupe de rock alternatif Ina-Ich[100] ;
- 2009 : David Pilarsky enregistre une version rock sur son album qui sera utilisée par l'émission Paris Dernière[103] ;
- 2012 : Shy'm l'interprète pour une émission de TF1[100] ;
- 2012 : Christophe Willem la chante en concert dans un medley comprenant son tube Double je[100] ;
- 2013 : Les Fatals Picards sur leur album Septième ciel[100] ;
- 2014 : Opium du peuple sur leur album Opiumettes du peuple[104] ;
- 2017 : Mathieu Rosaz dans le spectacle et l'album Ex-Fan des 80's[105].
- 2019 : Amel Bent dans l'émission La chanson challenge sur TF1[106] ;
- 2020 : Karine Ferri dans l'émission Mask Singer[107] ;
- 2022 : Hoshi et Jennifer Ayache dans l'émission Taratata[108] ;
- 2023 : Yelle et Bilal Hassani lors de l'Hyper Weekend Festival à la Maison de la Radio et de la Musique[109].

La chanson est fréquemment reprise par des candidats de télé-crochet (Star Academy, Nouvelle Star...), et a même été adaptée dans des langues étrangères (en chinois, en grec, ou encore en anglais).

### Hommages
En 1996, Sans contrefaçon est la chanson-phare du film Pédale douce de Gabriel Aghion, qui a nommé sa maison de production Sans contrefaçon Productions.

En 2010, Pascal Nègre intitule sa biographie Sans contrefaçon.

En 2013, le rappeur Hippocampe Fou fait une référence à Sans contrefaçon à la fin du premier couplet de Papa au foyer : « Et quand je l'entends rire, j'oublie mes préoccupations, puisque sans contrefaçon, je suis un daron ».